# Fashion Show Mall

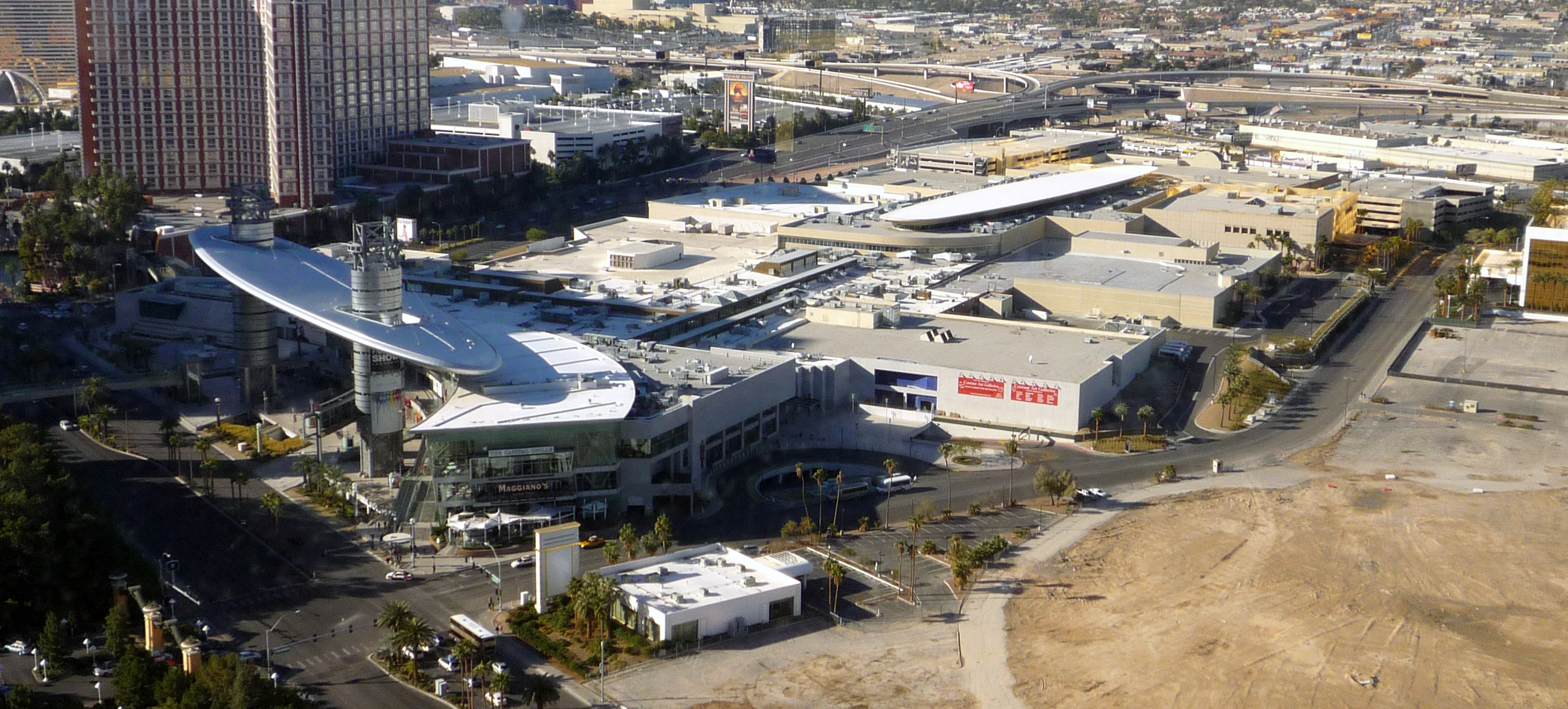

Fashion Show Mall es centro comercial localizado en el 3200 Las Vegas Boulevard South en el strip de Las Vegas en Paradise, Nevada (un área no incorporada del área metropolitana de Las Vegas). Fashion Show Mall es propiedad de General Growth Properties Inc. Con 175 415 m² de espacio de tiendas, este es uno de los centros comerciales más grandes del mundo. El centro comercial tiene más de 200 tiendas, 7 tiendas ancla (tienda de gran fama), un salón elevado y una pista de modas. 
A como su nombre lo dice, se hacen shows de moda en el Fashion Show Mall cada viernes, sábado, y domingo. Para las festividades de Navidad, el centro comercial crea "tormentas de nieve" dentro del mall.
La nube, en la entrada del Strip tiene cerca de 39 m sobre la acera y 150 m de largo. Durante el día, la estructura provee sombra en la entrada y en la noche funciona como pantalla de cine.
El centro comercial posee varios restaurantes exclusivos, algunos accesibles de entradas privadas y elevadores para que ellos operen cuando el centro comercial está cerrado.

## Tiendas anclas
- Bloomingdale's Home (abrió, en el 2002, 9290 m²) (único sitio en Nevada)
- Dillard's (abrió en 1981, se movió a su sitio actual en el 2002, 18 580 m²)
- Macy's Las Vegas con la tienda Macy's men y ThIsIt (abrieron en 1981 como Bullock's, pero después se convirtió en Macy's 1996, y se expandió en el 2002, 18 487 m²)
- Macy's Fashion Show (ver arriba) (abrió en 1981 como Goldwaters, luego se convirtió en May Company en 1989, Robinsons-May en 1993, y se expandió en el 2002, Macy's 2006, convirtiéndose como Macy's Men's store en enero del 2008, 18 580 m²)
- Neiman Marcus (abrió en 1981, y se expandió en el 2002, 15 515 m²) (único sitio en Nevada)
- Nordstrom (abrió en el 2002, 18 580 m²) (único sitio en Nevada)
- Saks Fifth Avenue (abrió en 1981, y se movió a su actual sitio 2002, 15 422 m²) (único sitio en Nevada)

## Tiendas

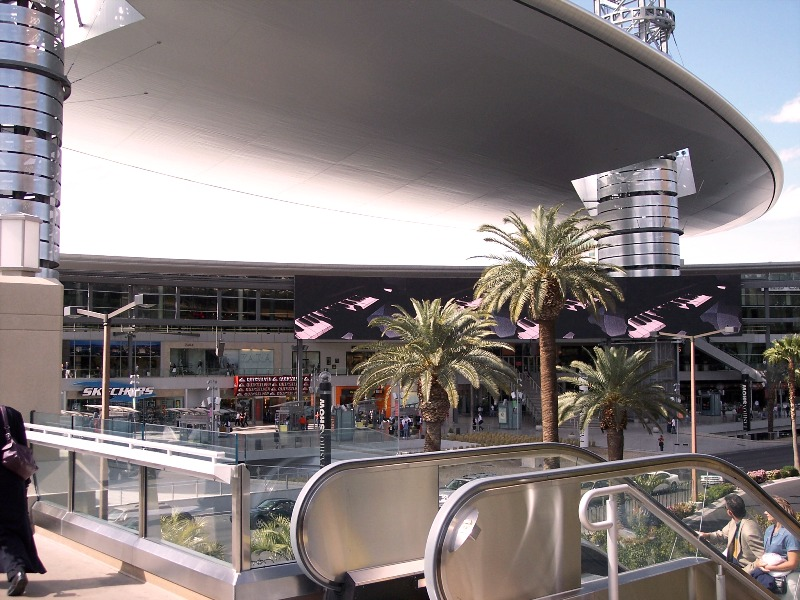
Dentro del Fashion Show Mall de Las Vegas.

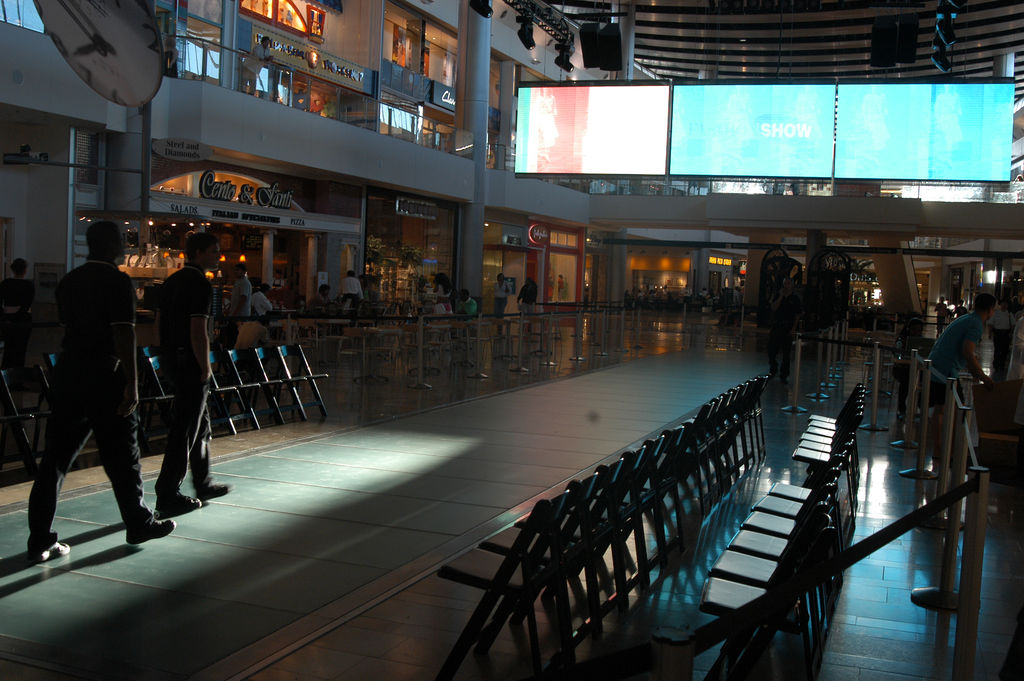
Fashion Show Mall shown.

- Abercrombie & Fitch
- abercrombie
- Adidas
- Adidas Originals
- Adolfo Domínguez
- American Eagle Outfitters
- Armani Exchange
- Asics
- Apple Inc.
- Benetton
- Calvin Klein
- Carolina Herrera
- Cartier

- Chanel
- Converse
- Diesel
- Dior
- Dolce & Gabbana
- Giorgio Armani
- Gucci
- Hollister Co.
- Hugo Boss
- Lacoste
- La Martina
- Levis
- Louis Vuitton
- Marc Jacobs
- New Balance
- Nike
- Prada
- PUMA
- Quiksilver
- Ralph Lauren
- Reebok
- Rolex
- Samsung
- Sony
- Timberland
- Tommy Hilfiger
- U.S. Polo Assn.
- Versace
- Victoria's Secret
- Yves Saint Laurent
- Zara

## Restaurantes
- Auntie Anne's
- Bloomingdale's B-Cafe
- Cafe Ba Ba Reeba
- California Pizza Kitchen
- Capital Grille, The
- Cento & Fanti Gourmet Market & Cafe
- Cinnabon
- Maggiano's Little Italy
- Mariposa at Neiman Marcus
- NM Cafe
- Nordstrom E-Bar
- Nordstrom Marketplace Cafe
- RA Sushi
- Starbucks
- Stripburger
- Subway
- Tropicana Smoothies / Swenson's Ice Cream